# Maisoncelle (Léglise)
Pour les articles homonymes, voir Maisoncelles.
Maisoncelle (en wallon : Maujocèle) est un hameau de la commune belge de Léglise, dans la province de Luxembourg.
Avant la fusion des communes de 1977, il appartenait à l'ancienne commune d'Ébly.

## Situation et description
Maisoncelle est un hameau ardennais étirant ses habitations principalement le long d'une petite route de campagne menant d'une part à 1 km au sud à la route nationale 825 Neufchâteau-Fauvillers et d'autre part au village d'Ébly qui est devenu le prolongement oriental du hameau à la suite de l'implantation de nouvelles constructions. L'environnement du hameau est composé de prairies et de nombreux petits espaces boisés.
Le hameau est situé à environ 2 km au sud-est de l'échangeur de Neufchâteau entre la E 411 et la E 25.
Au nord du hameau, dans une petite vallée, la réserve naturelle RNOB de Maisoncelle d'une superficie de 25,28 ha est reprise comme site de grand intérêt biologique

## Tourisme
Maisoncelle compte des gîtes ruraux.